# 新蔵
新蔵（しんぞう 旧字体：新藏、宝暦8年（1758年） - 文化7年（1810年））は、江戸時代後期の船乗り（水主）。大黒屋光太夫とは同郷であり、漂流時には同じ神昌丸に乗り組んでいた。

## 生い立ちと漂流の経緯

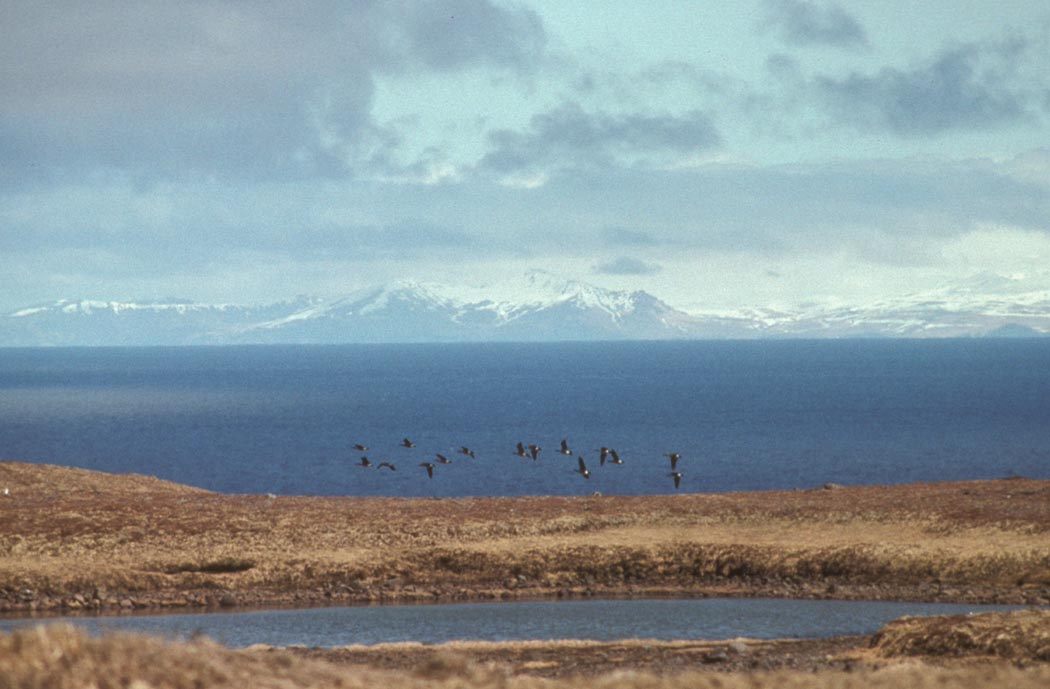
アムチトカ島の風景

宝暦8年（1758年）に伊勢亀山藩領伊勢国河曲郡南若松村（現：三重県鈴鹿市）に生まれる。
天明2年（1782年）12月13日、大黒屋光太夫（以下、「光太夫」と記す）を船頭とし、新蔵が乗り組んでいた神昌丸は乗組員15名、荷主1名、光太夫の飼い猫1匹を乗せて白子(現三重県鈴鹿市白子町）を出港し、江戸に向かった。しかし、12月14日に神昌丸は遠州灘で難破し、8か月後の天明3年（1783年）7月20日にアリューシャン列島のアムチトカ島に漂着した。
アムチトカ島ではアリュート人に助けられ、ロシア人と共に暮らすようになる。新蔵は島でロシア人と暮らすうちにロシア語を習得し、一行の中で最もロシア語の習得が早かったとされている。しかし、アムチトカ島で神昌丸漂流民は次々と病死し、天明5年（1785年）1月の時点で一行は9人に減っていた。
天明7年（1787年）7月18日に9人と猫1匹はロシア人達とともに島を脱出し、ブリジニエ諸島、コマンドルスキー諸島を経て、8月23日にカムチャツカ半島のウスチカムチャツクに到着した。9人は迎えに来たロシア軍の少佐と共にニジニカムチャツクに移動し、9人はロシア人の家に下宿した。食糧は現地の守備隊から配給されていたが、冬になり、オホーツクからの船舶輸送が滞るようになると深刻な食糧不足に襲われ、翌年の5月までに3名が病死した。
天明8年（1788年）6月15日、6人はニジニカムチャツクを離れ、カムチャツカ半島を横断してチギーリに着き、ここから船に乗り、オホーツクには8月30日に到着した。その後、6人はオホーツクを12月13日に発ち、寛政元年（1789年）2月9日にイルクーツクに到着した。なお、この途中で庄蔵は凍傷にかかり、片足を切断した。不自由な身体となった庄蔵はこのことが原因で、いち早く正教の洗礼を受け、名前をフョードル・スチェパーノヴィチ・シトニコフ（ロシア語: Фёдор Степанович Ситников）に改め、ロシアに帰化した。
イルクーツクではロシア人の鍛冶屋に下宿した。なお、この年の春には延享2年（1745年）5月に千島列島の温禰古丹島に漂着した多賀丸漂流民の遺児たちと会い、日本語で交流した。

## 洗礼
寛政3年（1791年）1月、光太夫がキリル・ラクスマンと共にサンクトペテルブルクに出発する少し前、新蔵はキリルから荷物をペテルブルクまで運ぶことを依頼されたのだが、出発直前にチフス性の熱病にかかり入院した。新蔵の病気はどんどん悪化してゆき、医師からは回復の見込みがないとの診断が下された。そのため、新蔵は正教の洗礼を受けることを決意し、名前をニコライ・ペトローヴィッチ・コロトゥイギン（Николаи Петро́вич Коротуигин）と改め、ロシアに帰化した。しかし、新蔵の病気はその年の春には回復し、すぐに光太夫の後を追っている。なお、この頃新蔵はマリアンナ・ミハエヴナ（Марианна Михаевна）という女性と結婚している。
陸軍中尉と共に5月にペテルブルクに着いた新蔵は、荷物を役所に納めた後、光太夫の居所を知らなかったためにしばらくは街の教会に滞在していたが、後に居所を突き止めて再会している。その後、光太夫ら3人の帰国許可が下り、ロシアに帰化した新蔵と庄蔵には金貨50枚が下賜されたため、一行はイルクーツクに戻ることになり、11月26日までペテルブルクを出発した。一行はモスクワ、ニジニ・ノヴゴロド、カザンを経由して寛政4年（1792年）1月14日の夜中にイルクーツクに帰着した。

## 光太夫たちとの別れ
寛政4年（1792年）5月20日、光太夫、磯吉、小市の3名は帰国するためにイルクーツクを出発した。まず午前10時に光太夫とキリール・ラクスマンの乗る馬車が先発し、夕方に磯吉と小市の乗る馬車が出発した。新蔵も馬に乗り、次の駅逓のあるブキンまで一行に加わった。
そして翌5月21日、光太夫を見送った新蔵はブキンで磯吉と小市を待った。別れの挨拶を済ませて、磯吉と小市の乗った馬車が走り出すと、新蔵はその馬車のことを馬に乗って追いかけた。『魯西亜国漂舶聞書』にはその時のことが、
と記されている。
3人を見送った新蔵はイルクーツクに戻り、当地の日本語学校の教師の職と家を与えられ、銀貨40枚の俸給を受けるようになった。更にマリアンナとの間に男2人女1人の子供をもうけた。

## 若宮丸漂流民たちとの出会い

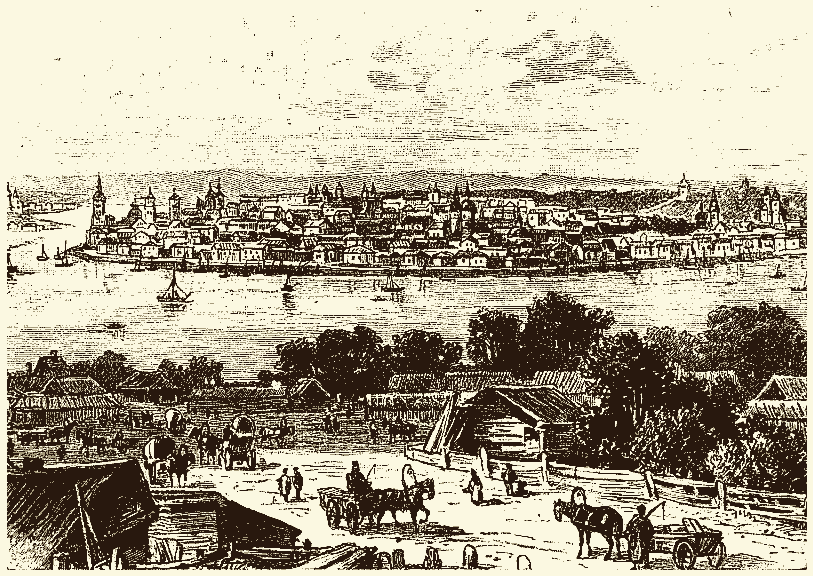
18世紀のイルクーツク

寛政8年（1796年）1月24日、イルクーツクに3人の日本人が送られてくる。3人は寛政6年（1794年）5月10日にアリューシャン列島東部の島に漂着した若宮丸漂流民たちで、生き残ってオホーツクに送られた15人のうち、先発隊としてやってきた善六、辰蔵、儀兵衛の3名であった。
新蔵は3人の世話をすることになり、俸給が銀貨120枚に加増され、3人を自宅に引き取った。この頃、既に妻のマリアンナは死んでおり、新蔵は庄蔵と同居していたが、庄蔵は望郷の念と自身の不自由な身体に絶望して泣き言ばかり話すため、新蔵からはうとまれていた。
その一方で新蔵は、この時引き取った3人のうちの1人である善六に目をつけていた。新蔵は日本語教師の職を得たものの、漢字をほとんど理解しておらずひらがなしか読み書きすることができなかった。それに対して善六は漢字の読み書きに優れ、頭も良かったため、新蔵は日本語通訳のトコロコフと共に、ロシアに帰化して日本語教師になるよう善六を説得した。その結果、善六は2人の説得を受けて帰化を決意し、洗礼を受けた。洗礼を受けた善六は更に辰蔵と儀兵衛の2人に対しても洗礼を受けるように説得し、辰蔵は洗礼を受けたものの、禅宗を厚く信仰していた儀兵衛だけは洗礼を拒否したため、善六、辰蔵と儀兵衛の仲は険悪となった。
この年の春ごろ、新蔵はカテリーナという女性と再婚した。そのため、若宮丸漂流民3人と庄蔵は新蔵の家を出て、新蔵、善六、辰蔵のグループと儀兵衛、庄蔵のグループに分かれて住んだ。庄蔵はこの年の夏に儀兵衛に看取られて病死するが、その葬儀の際にも新蔵は姿を現さなかった。そのため後に帰国した儀兵衛は、
と述べている。
若宮丸の漂流民たちは、11月に5人、12月に津太夫や吉郎次ら6人がイルクーツクに到着した。新蔵は新たに到着した11人の世話も引き受け、役所と漂流民の間に立って、漂流民たちに仕事を斡旋した。
享和3年（1803年）3月7日、若宮丸漂流民13名はペテルブルクに向け出発し、この一行に新蔵も加わった。新蔵のペテルブルク行きは当初、役所から認められていなかったのだが、新蔵が津太夫に力を貸してもらえるように頼み、それを快諾した津太夫が新蔵の同行を役所に強く訴えたために実現したものであった。一行はトムスク、エカテリンブルク、ペルミ、カザン、モスクワを経て4月27日にペテルブルクに到着した。
ペテルブルクでは貴族の館に滞在した後、5月16日に皇帝アレクサンドル1世に謁見し、新蔵の通訳のもと10名のうち帰国を希望した津太夫、儀兵衛、左平、太十郎の4人の帰国が許された。この後、新蔵は帰国組と行動を共にし、ペテルブルクを一緒に見物したのち、6月12日には帰国の途につく4人と使節に同行する善六に付き添ってペテルブルクを発ち、クロンシュタット港で5人のことを見送った。

## その後
クロンシュタット港で5人のことを見送った新蔵は、その後妻子の待つイルクーツクに戻っている。ペテルブルクまで通訳として漂流民に付き添った功として、官衣、官帽を着用することが許され、俸給も銀貨204枚に加増され、更に薪や蝋燭も官給となり、日本語学校の生徒であった新蔵の息子にも年に銀貨50枚が支給されるようになった。
新蔵は後妻のカテリーナとの間に娘1人を授かり、文化7年（1810年）、52歳の時にイルクーツクで死去した。

## 新蔵に関わる史料
- 『北槎聞略』 全10巻
- 『北槎異聞』 全4巻
- 『魯西亜国漂舶聞書』（おろしやこくひょうはくききがき）
- 『環海異聞』
- 『北辺探事』
- 『平之丞漂流記』

など

## 新蔵を演じた俳優
- 沖田浩之 『おろしや国酔夢譚』（1992年）
- 片岡愛之助 (6代目) 『月光露針路日本 風雲児たち』（2019年）

## 脚註
1. ↑  山下 p26
2. ↑  山下 p46
3. ↑  山下 p67
4. ↑  山下 pp64-65
5. ↑  山下 p80
6. ↑  山下 p89
7. ↑  山下 p91
8. ↑  山下 p100
9. ↑  山下 pp107-108
10. ↑  異説あり。当初は日本語学校に下宿した後、鍛冶屋に移ったとする説がある。山下 pp102-103
11. ↑  山下 pp104-106
12. 1 2  山下 p114
13. ↑  山下 p124
14. ↑  山下 p146
15. 1 2  山下 p156
16. ↑  山下 p227
17. ↑  吉村 p59
18. ↑  吉村 pp62-63
19. ↑  吉村 pp64-67
20. 1 2 3  吉村 p68
21. ↑  吉村 pp75-76
22. ↑  オホーツク出発時は7人であったが、1名はヤクーツクで病死した。『漂流記の魅力』p71
23. ↑  吉村 pp80-81
24. ↑  吉村 p83
25. ↑  吉村 p105
26. 1 2  吉村 p106